# 林伯渠
林伯渠（1886年3月20日—1960年5月29日），名祖涵，字邃园，号伯渠，以号行，中国湖南省安福縣（今临澧縣）人，中国共产党、中华人民共和国政治人物，原副国级领导人。与董必武、徐特立、谢觉哉和吴玉章并称为中共五老。

## 生平

### 早年
自小受到戊戌变法影响，思想开明，1902年考入湖南公立西路师范学堂，1903年考取公费生，赴日本留学，1904年入东京弘文学院，1905年8月经黄兴、宋教仁介绍，加入中国同盟会，追随孙中山，年底罢学回国。1906年，奉命前往长沙办理振楚学堂，1907年，又以新任吉林省巡抚朱家宝随员身份前往东北，预谋联络当地马匪反清，失败后仍留东北管理学政，直至1911年秋返回上海，随即前往湖南西部争取当地驻防官兵的支持。

### 二次革命至护法战争
1913年袁世凯刺杀宋教仁后，林在湖南参加二次革命，任岳州要塞司令部参谋，失败后逃往日本，加入中华革命党，受到孙中山的赏识。1915年，李大钊等人在日本组织了反袁团体中华学会，林伯渠、易象、容伯挺等人也组织了反袁团体乙卯学会。林伯渠为了促成两个团体的合并，多次拜访李大钊、易象等人，1916年1月30日最终合并为神州学会，并推举李大钊为评议长，林伯渠为干事，之后两人携手回国。
1916年护国战争爆发，林的堂兄林修梅出任湖南护国军参谋长，林任湖南总司令部参议。袁世凯退位后，林留任湖南政务厅长。1917年9月13日，林伯渠参与发动湖南南部衡阳、零陵驻军参加护法战争的行动，10月17日，林被委任为劳军使，赴前线激励士气。11月20日，护法军攻占长沙，林出任湖南财政厅长。1918年3月，长沙复为北洋政府攻占，林伯渠等被迫撤回广州。林伯渠回忆：“约在一九一八年三、四月，连续接到李大钊同志几次信，详细给我介绍了十月革命情况及一些小册子、文件，并对目前中国形势阐述了他的所见，得到很大的启发”，林伯渠正是依靠这些零碎的马克思主义知识，逐渐握住了马克思主义真理。1919年底，南北议和，谭延闿出任湖南都督，林修梅等湘军将领被迫离开湖南，护法战争在湖南结束。此时，林参与了协助孙中山将中华革命党改组为中国国民党的工作。

### 国共合作与北伐

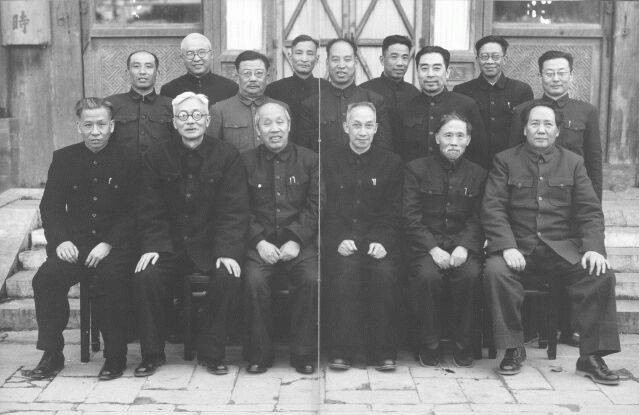
四个 " 延安五老 " : 林伯渠, 董必武, 吴玉章, 徐特立 (毛泽东与刘少奇之间)

1921年1月，经李大钊、陈独秀介绍，林伯渠加入上海共产主义小组，成为中国共产党最早的50余名党员之一。后林奉命南下广州，任孙中山军政府参议。堂兄林修梅任军政府代理参军长，两人一同居住在广州六榕古寺附近的牛巷。在林修梅的帮助下，林伯渠研究马克思主义，阅读了大量有关苏俄革命和社会主义思想的文章。当时在广州既有大量马克思主义和苏俄的文章，也有不少无政府主义和基尔特社会主义的介绍。林伯渠、林修梅对当时流行的各种社会主义思潮比较分析后一致认为：“无政府主义主张不要政府，各尽所能，各取所需，乃是不切中国实际的空谈；中国的劳苦大众虽然辗转呻吟于帝国主义侵略和军阀官僚的压迫、剥削之下，目前尚缺乏组织，却蕴藏着无比巨大的革命力量，基尔特社会主义者无视这种革命力量，主张先发展实业，慢谈社会革命，无非是为资本家效劳。”最后他们得出结论“相信马克思派的共产主义在中国今日社会情形最为适合”。林修梅为了帮助林伯渠更好地学习马克思主义，甚至打算资助林伯渠前往苏俄，“实地视察苏维埃实际设施，以备日后参考”。1921年10月15日，林修梅病逝于广州。
1922年6月16日，陈炯明炮轰总统府，林再度流亡上海。下半年他同李大釗一起參加孫中山同蘇俄代表越飛的會談。1923年1月2日国民党改进大会召开，通过了党纲和总章。按总章规定，国民党设本部，管理全党事务，本部下设五部，林被任命为中国国民党总务部副部长，积极推进国共合作，大力吸收共产党人张太雷、夏曦、刘少奇、彭湃等加入国民党。1924年1月，林在中国国民党第一次全国代表大会上当选为国民党中央执行委员、农民部长，一个多月后前往直系军阀吴佩孚控制下的汉口负责在日租界新建国民党汉口执行部工作，常务委员覃振、张知本、林伯渠；秘书处秘书于若愚；组织部长林伯渠（兼），秘书李实蕃等。1924年6月失败返广州。年底，林随孙中山北上，1925年孙中山病逝于北京，林又随同扶柩至北京西山碧云寺。1925年5月，林回到广州，参加国民党一届三中全会。7月1日，林出任国民政府监察委员。8月，廖仲恺遇刺后，林出任代理中执委常委，兼理秘书处，进入国民党领导核心。10月至11月国民革命军二次东征时，国民党右派掀起反对中国共产党和国共合作的政流，时任国民党中执委和代理中央常委的林伯渠与在广东的其他国民党中央委员和候补中央委员共同发电斥责，并号召海内外全体党员同国民党右派坚决斗争。国民党二大上，在林伯渠等人的努力下，国民党二大作出了弹劾西山会议派的决议、永远开除谢持、邹鲁的党籍，书面警告居正、石青阳、叶楚伧等人，训令戴季陶。林再次当选为中央执委、中央执行委员会常委（共9人），还被任命为中央秘书处秘书，并担任财务审查委员会主席，兼中央农民部长。向国民党中央提出筹设农民运动委员会，并亲自拟定组织大纲和拟聘请的委员名单。农民运动委员除本人以农民部长身份兼任主席外，还有毛泽东、陈公博、甘乃光、宋子文、谭植棠、萧楚女、阮啸仙、罗绮园8人。在农民运动委员会的第一次会议上，林伯渠决定扩大中央农民运动讲习所的学员名额，将改变以往各届农讲所主要招收广东学员的办法，改为主要是招收广东以外各省的学员，聘请毛泽东为广州农民运动讲习所所长。为了宣传农民问题的重要性，总结和传播农民运动的经验，林伯渠还推动编辑、出版了许多刊物和书籍，如《中国农民》月刊、《农民丛书》、《农民运动小丛书》，以及《农民运动须知》、《孙中山先生对农民之训词》、《中国国民党与农民问题》、《农民国际》等。这些刊物和书籍，既有农民运动的理论和政策，又有具体做法和经验，密切联系实际，通俗易懂。
1926年3月20日，国民党二届二中全会通过“整理党务案”后，林辞去了中央农民部部长、中央财务委员、国民政府监察委员等职，擔任程潜的国民革命军第六军的党代表兼政治部主任。7月20日，参加北伐。9月20日，蒋介石邀请林前往北伐军总部工作，林遂随军先后至南昌、九江。1927年2月，林返回汉口，其后出任国民党政治委员会委员、武汉国民政府军委秘书长。3月26日，林前往南京，拟按武汉国民政府中央军事委员会密令逮捕蒋介石，但被南京卫戍司令程潜拒绝。

### 国共内战和抗战时期
不久，蒋介石、汪精卫先后在南京和武汉宣布分共，林伯渠退出国民党，前往庐山。8月1日，林参加了南昌起义。10月3日，林伯渠等非战斗人员离开部队，前往香港，后经上海、神户、符拉迪沃斯托克前往莫斯科，入莫斯科中山大学进修。期间，与瞿秋白、吴玉章和苏联学者等人参与设计拉丁化新文字。1933年，林回国，前往中央苏区，任中华苏维埃共和国国民经济部部长兼任财政人民委员部部长。1934年10月10日，林参加长征，任总没收委员会主任，负责为中国工农红军筹集军饷，后又担任红军总供给部部长。
1935年，红一方面军长征胜利结束，林伯渠转而担任当地政府财政部长。1937年2月24日，林伯渠奉命负责陕甘宁边区政府工作。7月27日，林作为中共代表团一员前往西安，与国民政府展开谈判。国共第二次合作后，9月6日，林正式出任陕甘宁边区主席。1938年4月12日，林又被蒋介石任命为国民参政会参政员。同年10月，被补选为中共中央委员。1940年10月，林返回延安，专注于边区政府工作。1942年2月，林又担任了陕甘宁边区学习指导委员会主任一职，负责在政府系统中开展整风运动，他反对康生发起的抢救运动，争取到了毛泽东“一个不杀，大部不抓”的批示，促使这次抢救运动没有大规模发展。

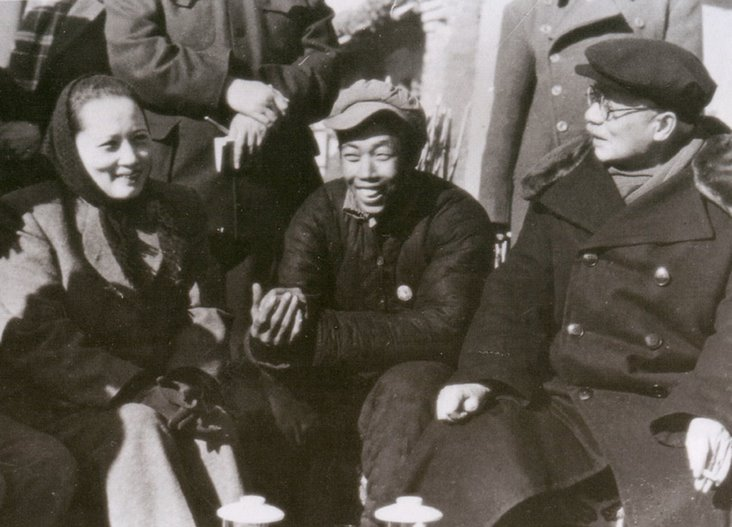
宋庆龄和林伯渠在东北

1944年2月17日，林奉命前往重庆，与国民政府重开谈判。11月，谈判无疾而终，林遂返回延安。1945年，在中国共产党第七次全国代表大会上，林被选为中央委员，其后又进入中共中央政治局。1948年12月26日，林伯渠调往西柏坡中共中央工作，卸去陕甘宁边区政府主席一职。1949年3月26日，林作为中共谈判团一员，在北平与张治中率领的国民政府代表团进行结束内战的谈判，未果。8月，林又代李维汉负责全国政协的筹备工作，9月30日，林当选为政协全国委员会委员和中央人民政府委员会委员，次日被选为中华人民共和国中央人民政府秘书长。

### 中华人民共和国时期
1954年，当选为第一届全国人大常委会副委员长。1954年9月，他出席第一次会议讨论宪法草案，期间并发言。1956年，在中国共产党第八次全国代表大会及八屆一中全会上再次当选为中央委员和政治局委员。1960年5月29日，在北京病逝，享年74歲。
2013年4月，林伯渠的骨灰由北京迁回其家乡常德临澧修梅镇。

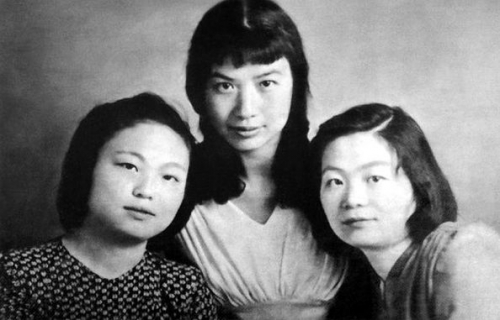
林伯渠的女儿们和孫維世在莫斯科 : 林琳 (左), 林利 (右), 1945

## 家庭
- 第一任妻子：伍复明
  - 长女：林秉权
  - 二女：林秉蘅（有时也称林秉衡）
  - 子：林秉益，是林利、林琳的哥哥，林秉权、林秉蘅的弟弟。
  - 三女：林利（原名林秉佑）。文革期间卷入“李立三苏修特务集团”案而坐牢7年。
  - 四女：林琳（原名林秉琪）[4]
- 第二任妻子：范乐春，中央苏区时期结婚。
  - 子：林苏生，范乐春所生。红军长征后留在中央苏区，名字叫“赖平亚”。中华人民共和国成立后被当作邓子恢的儿子寻回，起名邓苏生（而邓子恢的儿子范宜德被当作林伯渠的儿子寻回，取名林秉苏）。不久，双方发现弄错。邓子恢去世后，林秉苏改名邓瑞生，邓苏生改名林苏生。
- 第三任妻子：李俊，1937年在延安结婚，后离婚。
  - 子：林用三，1939年生。
- 第四任妻子：朱明（1919年出生），1945年5月结婚，与林伯渠年龄差距33岁。因写揭发江青的匿名信而被定为“18号案件”，1961年自杀身亡。[5]

### 引用
1. ↑  张国焘. . 北京: 东方出版社. 1998: 第２册，第１９２页. ISBN 7-5060-0985-4.
2. ↑  张希坡著. . 北京：中共党史出版社. 2009.08: 657. ISBN 978-7-5098-0341-7.
3. ↑  . politics.people.com.cn. 2013-04-03  [2024-12-23] （中文）.
4. ↑  林利，往事琐记，中央文献出版社，2006年
5. ↑  张宝昌 口述，张事贤 整理. . 人民网. 2010-08-01  [2019-12-07]. （原始内容存档于2020-04-12）.